# Georgi Denev
Georgi Denev (Loveč, 18 aprile 1950) è un allenatore di calcio ed ex calciatore bulgaro, di ruolo centrocampista.

## Carriera
Vinse per 5 volte il campionato bulgaro (1970-71, 1971-72, 1972-73, 1974-75, 1975-76) e per 3 volte la Coppa di Bulgaria (1972, 1973, 1974)

## Palmarès

### Club

#### Competizioni nazionali
- Campionato bulgaro: 5

CSKA Sofia: 1970-1971, 1971-1972, 1972-1973, 1974-1975, 1975-1976
- Coppa di Bulgaria: 4

CSKA Sofia: 1969, 1972, 1973, 1974